# Aube du Niémen
Aube du Niémen (en lituanien : Nemuno aušra) est un parti politique populiste de Lituanie. Il est fondé en novembre 2023 par Remigijus Žemaitaitis après son expulsion du parti Liberté et justice en raison de ses déclarations antisémites. 
En juin 2024, le parti obtient une représentation au Seimas après l'adhésion de trois députés, un ancien membre de l'Union lituanienne agraire et des verts et deux anciens du Parti du travail. Lors des élections de 2024, le parti obtient 20 sièges au Parlement.
Le parti se réclame de centre-gauche, mais il est parfois classé à la droite, voire à la droite radicale de l'échiquier politique.

## Histoire

### Publications antisémites
En mai 2023, le président de Liberté et justice, Remigijus Žemaitaitis, publie des commentaires antisémites et révisionnistes sur Facebook, dans lesquels il affirme que « les Juifs et les Russes » ont opprimé les Lituaniens de souche pendant la Seconde Guerre mondiale et sont responsables du massacre du village de Pirčiupiai en 1944,. Il relaie également une chanson appelant à des violences contre les Juifs, après une frappe israélienne contre une école palestinienne.
Ces commentaires sont largement décriés et condamnés par les responsables politiques lituaniens, la communauté juive et de nombreux ambassadeurs. En mai 2023, le bureau du procureur général lance une enquête en cours sur les actions de Remigijus Žemaitaitis. Le 19 mai 2023, Liberté et justice l'exclut du parti et Artūras Paulauskas en devient le président par intérim.

### Fondation

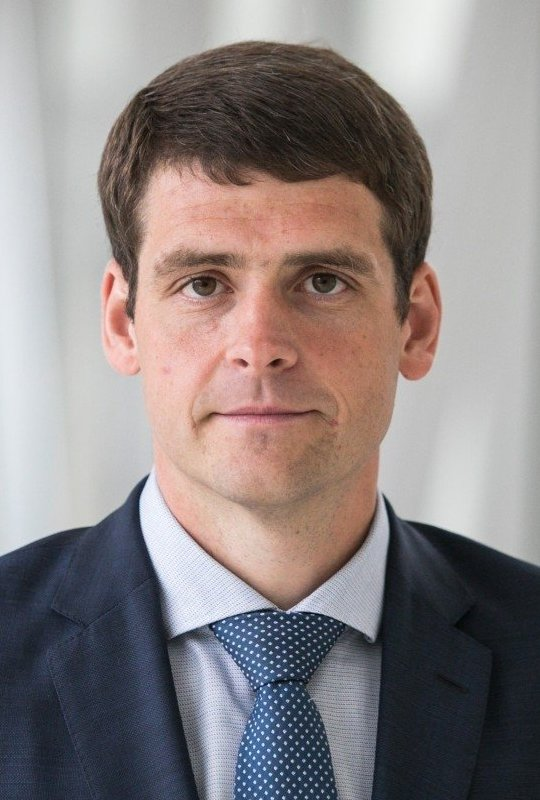
Remigijus Žemaitaitis en 2024.

Le 11 novembre 2023, Remigijus Žemaitaitis annonce la création d'un nouveau parti politique portant le nom d'Aube du Niémen (en lituanien : Nemuno aušra),,. Il déclare également son objectif de participer à toutes les élections organisées en 2024 et de désigner son propre candidat à la présidence. Peu avant, il avait déclaré avoir réuni plus de 3 000 personnes pour créer le parti. Selon lui, la plupart des membres du parti Liberté et justice rejoindront la nouvelle force politique.
Le parti est officiellement déclaré le 16 janvier 2024. Le parti compte 2 296 membres à sa création. Peu avant son enregistrement, la procureure générale lituanienne Nida Grunskienė demande au parlement de retirer à Remigijus Žemaitaitis son immunité juridique, affirmant que, selon une enquête préliminaire, il aurait « publiquement humilié, exprimé du mépris et incité à la haine contre un groupe de personnes de nationalité juive ».

### Première représentation parlementaire
Agnė Širinskienė, ancienne membre de l'Union lituanienne agraire et des verts, Aidas Gedvilas et Artūras Skardžius, anciennement membres du Parti du travail, rejoignent Aube du Niémen le 19 juin 2024. Avec la démission de Remigijus Žemaitaitis du Parlement, la représentation du parti au Seimas augmente, pour atteindre trois députés,.
En juillet 2024, les sondages montrent qu’environ 36,5 % des électeurs lituaniens envisageraient de voter pour le parti. Les partisans du Parti du travail, du Parti des régions lituaniennes et de l'Union lituanienne agraire et des verts seraient les plus susceptibles de d'avoir une perception favorable d'Aube du Niémen. Žemaitaitis est également bien vu par une grande partie des électeurs des partis de centre gauche et par environ un cinquième des électeurs du Mouvement libéral, tandis que les partisans de l'Union de la patrie, au centre droit, sont les moins susceptibles de le soutenir. En août, le parti est crédité de plus de 10 % dans les sondages, dépassant ainsi le parti au pouvoir, l'Union de la Patrie.

### Élections de 2024 et participation à la coalition gouvernementale
À l'approche des élections législatives lituaniennes de 2024, la Première ministre Ingrida Šimonytė et le président Gitanas Nausėda mettent en garde les partis contre le danger de la formation d'une coalition avec Aube du Niémen, en raison des déclarations antisémites de Žemaitaitis. Le Parti social-démocrate lituanien, qui considère initialement Aube du Niémen comme un partenaire potentiel après les élections, finit par exclure de former une coalition avec ce parti. A l'issue des élections, le parti obtient 20 sièges au Parlement.
Le 11 novembre, un accord de coalition incluant Aube du Niémen est finalement signé, contrairement aux engagements initiaux. Il permet la formation d'une majorité de 86 sièges au Parlement. Cette alliance fait polémique en raison des publications antisémites de son dirigeant. L'accord est notamment dénoncé par l'Allemagne et des responsables politiques comme le sénateur américain Ben Cardin expriment leur réprobation. Les trois partis prévoient toutefois de « lutter contre l'antisémitisme, la xénophobie et toutes les formes d'incitation à la haine », Žemaitaitis est écarté de toute fonction ministérielle et déclare soutenir la lutte contre l'antisémitisme.

## Positions politiques
Aube du Niémen se présente comme de centre gauche, en faveur du libéralisme classique et comme un parti chrétien. Son leader, Remigijus Žemaitaitis, propose aux autres partis de former une coalition de centre gauche excluant l'Union pour la patrie,. Selon lui, le parti penche vers le « centre gauche sur les questions sociales liées au bien-être des citoyens », mais se situe « à droite lorsqu’il s’agit de ce qui constitue un État — notre langue, notre culture et notre identité nationale ».
Le parti est décrit comme populiste,,,. Selon les politologues Virgis Valentinavičius, Remigijus Žemaitaitis fait délibérément référence à des éléments antisémites répandus pour attirer les électeurs faiblement éduqués, comme lorsqu'il emploie l'expression de « parasites juifs ». Europe Elects classe le parti à droite sur l'échiquier politique. En novembre 2023, peu après sa fondation, Aube du Niémen est positionné au centre droit par le site d'informations Delfi. En octobre 2024, le politologue Vladimiras Laučius le décrit comme nationaliste, Deutsche Welle comme populiste de droite et Intellinews le classe parmi la droite radicale.
Le parti soutient la création d'une banque d'État et d'un fonds routier, l'octroi d'allègements fiscaux aux familles nombreuses et la prise de contrôle par l'État des actions de la société énergétique publique Ignitis. Il est aussi en faveur de l'arrêt des réformes dans l'éducation pendant quatre ans et de la tenue d'un audit de la réorganisation du réseau des écoles et des établissements de santé. Il s’engage à ne pas augmenter la TVA pour financer la défense nationale.

## Résultats électoraux

### Élections parlementaires
| Année | Députés  | Votes   | %     | Rang | Gouvernement               |
| ----- | -------- | ------- | ----- | ---- | -------------------------- |
| 2024  | 20 / 141 | 186 305 | 15,26 | 3e   | Soutien sans participation |